# Aitzol Iriondo
Aitzol Iriondo Yarza, alias Gurbitz y Barbas (San Sebastián, 8 de marzo de 1977) es un miembro de la organización terrorista ETA, jefe militar de dicha organización desde el 17 de noviembre de 2008, hasta su detención el 8 de diciembre siguiente. Sustituyó a Txeroki como líder de ETA.
Está acusado de asesinar en el verano de 2000 en Tolosa al exgobernador civil de Guipúzcoa, el socialista Juan María Jáuregui. Y se cree que también acabó a tiros con las vidas del edil socialista Froilán Elespe en 2001 en Lasarte y del policía municipal Joseba Pagazaurtundúa en 2003 en Andoáin.
Además, la Guardia Civil tiene la certeza de que también asesinó en 2008 al edil socialista Isaías Carrasco y que participó en diciembre de 2007 en el doble crimen de guardias civiles en Capbreton, Francia.
Según las fuerzas antiterroristas españolas se le considera "muy exigente, pide atentados importantes [...] Está convencido de la victoria, de seguir con la lucha, de doblegar al Estado español [...] Dice que hay que tener nuestra sangre preparada para ser derramada por Euskal Herria".
El 8 de diciembre de 2008 fue detenido en Francia por la Guardia Civil y la Policía francesa, junto a Eneko Zarrabeitia, alias "Sorgin", y Aitor Artetxe, cuando los tres acudían a una cita en una iglesia de la localidad francesa de Gerde.